# Traditional Unionist Voice
Traditional Unionist Voice (TUV) är ett nordirländskt parti. Partiet grundades den 7 december 2007, som en motreaktion till St Andrews Agreement. Partiet grundades av Jim Allister, som tidigare ingick i Democratic Unionist Party (DUP), men som lämnade partiet i protest mot att det samarbetade med Sinn Féin.